# Ostbevern
Ostbevern é um município da Alemanha localizado no distrito de Warendorf, região administrativa de Münster, estado de Renânia do Norte-Vestfália.